# Nekane Cepas
Nekane Cepas García (ur. 25 listopada 1991) – hiszpańska zapaśniczka walcząca w stylu wolnym. Zajęła siedemnaste miejsce na mistrzostwach Europy w 2013. Brązowa medalistka mistrzostw śródziemnomorskich w 2015 roku.